# Teatro de los Insurgentes
Das Teatro de los Insurgentes ist ein Theater in Mexiko-Stadt. Es wurde zwischen 1951 und 1953 erbaut. Der Architekt war José María Dávila. Auf der Fassade befindet sich das von Diego Rivera geschaffene Wandgemälde Geschichte des Theaters in Mexiko. Eröffnet wurde das Theater mit einem Stück, in dem Cantinflas die Hauptrolle spielte. Das Teatro de los Insurgentes bietet 1100 Zuschauern Platz. Während der Olympischen Sommerspiele 1968 war das Theater Veranstaltungsort der Wettbewerbe im Gewichtheben.